# Даон
Даон (фр. Daon) насеље је и општина у западној Француској у региону Лоара, у департману Мајен која припада префектури Шато Гонтје.
По подацима из 2011. године у општини је живело 482 становника, а густина насељености је износила 26,88 становника/km². Општина се простире на површини од 17,93 km². Налази се на средњој надморској висини од 73 метара (максималној 81 m, а минималној 19 m).

## Демографија
| 1962. | 1968. | 1975. | 1982. | 1990. | 1999. | 2011. |
| ----- | ----- | ----- | ----- | ----- | ----- | ----- |
| 463   | 526   | 461   | 430   | 408   | 440   | 482   |

График промене броја становника у току последњих година